# Jørgen Kosmo

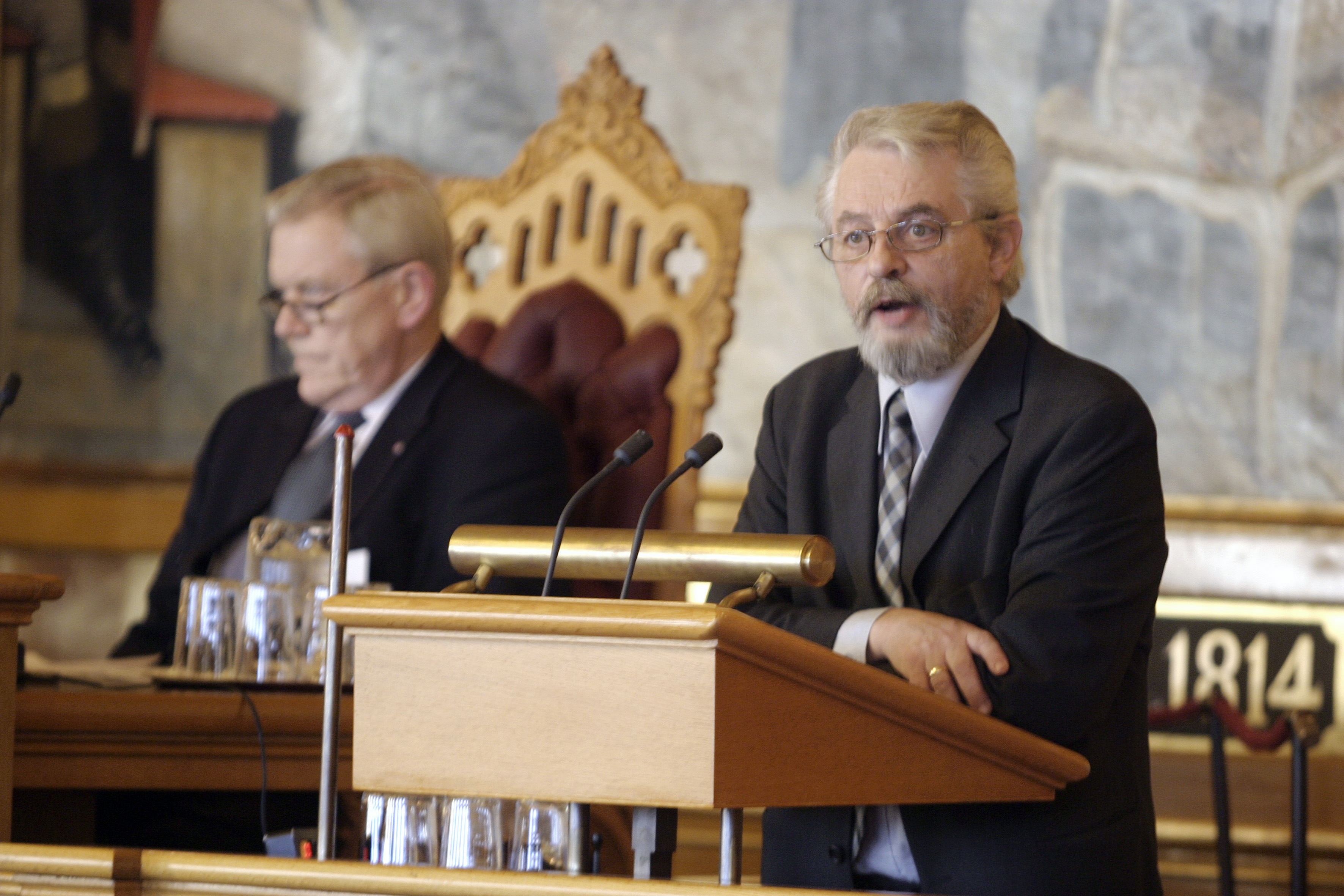
Jørgen Kosmo (2003)

Jørgen Hårek Kosmo (* 5. Dezember 1947 in Fauske; † 24. Juli 2017) war ein norwegischer Politiker der Arbeiterpartei (Ap). Er war von 1993 bis 1997 der Verteidigungsminister und von 2000 bis 2001 der Arbeitsminister seines Landes. Von 2001 bis 2005 war er der Präsident des norwegischen Parlaments.

## Politische Karriere

### Bürgermeister
Kosmo war von 1975 bis 1985 Mitglied des Stadtrates von Horten. Dabei war er zwischen 1979 und 1983 stellvertretender Bürgermeister und anschließend bis 1985 erster Bürgermeister der Stadt.

### Storting-Abgeordneter
Kosmo zog 1985 erstmals in das norwegische Parlament, das Storting, ein. Dort vertrat er bis 2005 durchgehend die Provinz Vestfold. Von 1989 bis 1993 war er der Vorsitzende des Justizausschusses, von 1997 bis 2000 der des Kontroll- und Verfassungsausschusses und von 2001 bis 2005 der des Wahlausschusses. Zwischen 1990 und 1993, 1997 und 2000 sowie zwischen 2001 und 2005 war er Mitglied des Fraktionsvorstandes der Ap.
In der Zeit von Oktober 2001 bis September 2005 war er der Präsident des Parlaments. Am 2. Juli 2004 wurde er mit Wirkung zum Herbst 2005 zum Fylkesmann in Telemark ernannt. Er trat das Amt jedoch nicht an, sondern übernahm 2006 den Vorsitz der Haushaltsprüfungskommission des Parlaments (riksrevisjonen). Seine Amtszeit lief bis zum 31. Dezember 2013.

### Minister
Kosmo war von April 1993 bis Oktober 1997 norwegischer Verteidigungsminister. Zwischen März 2000 und Oktober 2001 übte er das Amt des Arbeits- und Verwaltungsministers in der Regierung Jens Stoltenberg I aus.

## Privates
Kosmo arbeitete von 1969 bis 1979 als Bauarbeiter in Horten. Er starb im Juli 2017 nach längerer Krankheit.